# Patrick Springs
 (mars 2025).
Pour les articles homonymes, voir Patrick.
Patrick Springs est une census-designated place située dans le comté de Patrick, dans l’État de Virginie, aux États-Unis. Lors du recensement de 2020, elle comptait 1 813 habitants.